# The Kardashians
The Kardashians ist eine US-amerikanische Reality-Show mit Hauptfokus auf dem persönlichen und beruflichen Leben der Kardashian-Jenner-Familie, die von der Produktionsfirma Fullwel 73 umgesetzt wird. Die Premiere der Reality-Show fand am 14. April 2022 auf dem US-Streamingdienst Hulu statt. Im deutschsprachigen Raum erfolgte die Erstveröffentlichung der Reality-Show am selben Tag durch Disney+ via Star als Original.

## Handlung
In dieser Reality-Show dreht es sich hauptsächlich um das glamouröse Leben der Schwestern Kourtney, Kim und Khloé Kardashian sowie um die Halbschwestern Kendall und Kylie Jenner und ihre Mutter Kris Jenner. Es sind auch die Partner der Kardashian-Schwestern zu sehen, darunter Travis Barker, Kanye West und Scott Disick.

## Produktion
Am 8. September 2020 gab die Familie bekannt, dass ihre langjährige Reality-TV-Serie Keeping Up with the Kardashians im Jahr 2021 endet. Die Serie war seit 2007 auf Sendung und lief 20 Staffeln lang auf dem Kanal E! Entertainment. Im Dezember 2020 wurde während der Präsentationsveranstaltung für Investoren von Disney bekannt gegeben, dass die Familie einen mehrjährigen Exklusivvertrag zur Erstellung von globalen Hulu-Inhalten unterzeichnet hat. Im Oktober 2021 wurde bekannt gegeben, dass eine Kardashian-Jenner-Hulu-Serie ohne Titel von der britischen Produktionsfirma Fulwell 73 produziert wird. Am 1. Januar 2022 wurde der Serientitel von Hulu bekannt gegeben.

## Mitwirkende

### Hauptdarsteller
- Kim Kardashian
- Khloé Kardashian
- Kourtney Kardashian
- Kendall Jenner
- Kylie Jenner
- Kris Jenner

### Nebendarsteller
- Scott Disick
- Travis Barker
- Kanye West

## Episodenliste

### Staffel 1 (2022)
| Nr. (ges.)                                                                                         | Nr. (St.) | Deutscher Titel                     | Originaltitel                        | Erstveröffentlichung (USA) | Deutschsprachige Erstveröffentlichung (D/A/CH) | Dauer  |
| -------------------------------------------------------------------------------------------------- | --------- | ----------------------------------- | ------------------------------------ | -------------------------- | ---------------------------------------------- | ------ |
| 1                                                                                                  | 1         | Mach sie alle fertig                | Burn Them All to the F*cking Ground  | 14. Apr. 2022              | 14. Apr. 2022                                  | 49 min |
| Die Kameras sind wieder auf jedermanns Lieblingsfamilie gerichtet.                                 |           |                                     |                                      |                            |                                                |        |
| 2                                                                                                  | 2         | Hat das jemand aufgenommen?         | Did Somebody Tape That?              | 21. Apr. 2022              | 21. Apr. 2022                                  | 47 min |
| Kim soll erstmals Saturday Night Live (SNL) hosten und wird von ihrer Vergangenheit heimgesucht.   |           |                                     |                                      |                            |                                                |        |
| 3                                                                                                  | 3         | Live aus New York                   | Live From New York                   | 28. Apr. 2022              | 28. Apr. 2022                                  | 46 min |
| Vor Kims SNL-Debüt hilft ihr eine Geste, den nötigen Schlussstrich zu ziehen.                      |           |                                     |                                      |                            |                                                |        |
| 4                                                                                                  | 4         | Ein Hoch auf Sex                    | We’re Celebrating Sex                | 5. Mai 2022                | 5. Mai 2022                                    | 46 min |
| Travis Barker und die ganze Familie Kardashian überraschen Kourtney mit einem Heiratsantrag.       |           |                                     |                                      |                            |                                                |        |
| 5                                                                                                  | 5         | Wer ist Kim K?                      | Who is Kim K?                        | 12. Mai 2022               | 12. Mai 2022                                   | 44 min |
| Während die ganze Familie verschiedene Meilensteine feiert, fühlt sich eine Person ausgeschlossen. |           |                                     |                                      |                            |                                                |        |
| 6                                                                                                  | 6         | Eine Frage von Leben und Tod        | This is a Life or Death Situation    | 19. Mai 2022               | 19. Mai 2022                                   | 43 min |
| Kim wartet auf die Ergebnisse ihrer Anwaltsprüfung und kämpft um das Leben eines Todeskandidaten.  |           |                                     |                                      |                            |                                                |        |
| 7                                                                                                  | 7         | Einmal normal sein                  | Where I’ve Been and Where I Wanna Go | 26. Mai 2022               | 26. Mai 2022                                   | 42 min |
| Kims neu gewonnene Unabhängigkeit führt sie in der Welt der Mode zu erstaunlichen Höhen.           |           |                                     |                                      |                            |                                                |        |
| 8                                                                                                  | 8         | Die neue Kim                        | Never Go Against the Family          | 2. Juni 2022               | 2. Juni 2022                                   | 41 min |
| Khloé coacht Kris durch ihre Masterclass-Aufzeichnung.                                             |           |                                     |                                      |                            |                                                |        |
| 9                                                                                                  | 9         | Sei die beste Version deiner selbst | Bucket List Goals                    | 9. Juni 2022               | 9. Juni 2022                                   | 44 min |
| Kim landet für ein mit Spannung erwartetes Cover-Shooting im Paradies.                             |           |                                     |                                      |                            |                                                |        |
| 10                                                                                                 | 10        | Genug ist genug                     | Enough Is Enough                     | 16. Juni 2022              | 16. Juni 2022                                  | 44 min |
| Zum Abschluss der Staffel lässt sich Kris auf ein neues Geschäftsvorhaben ein.                     |           |                                     |                                      |                            |                                                |        |

### Staffel 2 (2022)
| Nr. (ges.) | Nr. (St.) | Deutscher Titel                        | Originaltitel                        | Erstveröffentlichung (USA) | Deutschsprachige Erstveröffentlichung (D/A/CH) | Dauer  |
| --- | --------- | -------------------------------------- | ------------------------------------ | -------------------------- | ---------------------------------------------- | ------ |
| 11 | 1         | Ich muss euch was sagen …              | I Have Something to Tell You…        | 22. Sep. 2022              | 22. Sep. 2022                                  | 49 min |
| Als die Kardashians mit der zweiten Staffel ihrer Serie zurückkehren, enthüllt Khloé Neuigkeiten, die die Familie verändern werden.                          |           |                                        |                                      |                            |                                                |        |
| 12 | 2         | Prada, Baby!                           | Prada You!                           | 29. Sep. 2022              | 29. Sep. 2022                                  | 44 min |
| Kylie begrüßt Baby Nummer zwei, während Kourtney ihre Traumhochzeit plant.                                                                                   |           |                                        |                                      |                            |                                                |        |
| 13 | 3         | Das Leben steckt voller Überraschungen | Life Can Change On A Dime            | 6. Okt. 2022               | 6. Okt. 2022                                   | 43 min |
| In Palm Springs experimentiert Kris mit einer Kräuterbehandlung für ihre Hüftschmerzen und Khloé hofft, dass die Wüste ihre Wunden heilen lassen.            |           |                                        |                                      |                            |                                                |        |
| 14 | 4         | Wir sind dafür gemacht                 | We’re Built For This                 | 13. Okt. 2022              | 13. Okt. 2022                                  | 48 min |
| Während Kris auf ihre Operation wartet, bittet sie Martha Stewart, Khloé aufzumuntern.                                                                       |           |                                        |                                      |                            |                                                |        |
| 15 | 5         | Eine Nacht in Miami                    | One Night In Miami                   | 20. Okt. 2022              | 20. Okt. 2022                                  | 44 min |
| Kris unterzieht sich einer Hüftoperation und ist auf dem Weg der Besserung, während Khloé und Kim einen Mädelstrip nach Miami unternehmen.                   |           |                                        |                                      |                            |                                                |        |
| 16 | 6         | Unglaublich ikonisch                   | You Have No Idea How Iconic This Is! | 27. Okt. 2022              | 27. Okt. 2022                                  | 43 min |
| Bei einem großen Event kommen Khloés alte Ängste auf dem roten Teppich wieder hoch.                                                                          |           |                                        |                                      |                            |                                                |        |
| 17 | 7         | Das Marilyn-Kleid                      | What’s more American than Marilyn?   | 3. Nov. 2022               | 3. Nov. 2022                                   | 39 min |
| Kim hat vor, bei der bevorstehenden Met Gala das Kleid von Marilyn Monroe zu tragen, sie stößt jedoch auf Hindernisse.                                       |           |                                        |                                      |                            |                                                |        |
| 18 | 8         | Dass ich das noch erleben darf!        | I Never Thought I’d Seen The Day     | 10. Nov. 2022              | 10. Nov. 2022                                  | 45 min |
| In Mailand sieht Kourtney zum ersten Mal ihr Hochzeitskleid und Kim unternimmt gleichzeitig einen letzten Versuch, das Kleid von Marilyn Monroe zu bekommen. |           |                                        |                                      |                            |                                                |        |
| 19 | 9         | Die Met-Gala                           | It’s Met Monday!                     | 17. Nov. 2022              | 17. Nov. 2022                                  | 39 min |
| Die ganze Familie geht zum ersten Mal zusammen auf den Met-Ball, aber das bevorstehende Gerichtsurteil könnte dem Ereignis einen Dämpfer versetzen.          |           |                                        |                                      |                            |                                                |        |
| 20 | 10        | Paris – je t’aime!                     | Here’s to Paris                      | 24. Nov. 2022              | 24. Nov. 2022                                  | 44 min |
| Kim gelingt während der Paris Fashion Week der Spagat zwischen Familie und Beruf.                                                                            |           |                                        |                                      |                            |                                                |        |

#### Spezialausgabe (2022)
Als Teil der zweiten Staffel entstand die folgende Spezialausgabe.
| Nr.                                                                                                | Deutscher Titel                                    | Originaltitel                          | Erstveröffentlichung (USA) | Deutschsprachige Erstveröffentlichung (D/A/CH) | Dauer  |
| -------------------------------------------------------------------------------------------------- | -------------------------------------------------- | -------------------------------------- | -------------------------- | ---------------------------------------------- | ------ |
| 1                                                                                                  | Kourtney und Travis: Bis dass der Tod uns scheidet | Til Death Do Us Part Kourtney & Travis | 13. Apr. 2023              | 13. Apr. 2023                                  | 72 min |
| Kourtney, Travis und ihre Gäste genießen ein luxuriöses Hochzeitswochenende in Portofino, Italien. |                                                    |                                        |                            |                                                |        |

### Staffel 3 (2023)
| Nr. (ges.) | Nr. (St.) | Deutscher Titel                                  | Originaltitel                          | Erstveröffentlichung (USA) | Deutschsprachige Erstveröffentlichung (D/A/CH) | Dauer  |
| ---------- | --------- | ------------------------------------------------ | -------------------------------------- | -------------------------- | ---------------------------------------------- | ------ |
| 21         | 1         | Jetzt reißt euch mal zusammen!                   | Can Everyone Get Their Sh*t Together?  | 25. Mai 2023               | 25. Mai 2023                                   | 44 min |
| 22         | 2         | Will ich nicht, brauch’ ich nicht, mir reicht’s! | Don’t Want It, Don’t Need It, I’m Done | 1. Juni 2023               | 1. Juni 2023                                   | 43 min |
| 23         | 3         | Ist alles meine Schuld!                          | Everything is My Fault!                | 8. Juni 2023               | 8. Juni 2023                                   | 46 min |
| 24         | 4         | Ciao, Kim                                        | Ciao, Kim                              | 15. Juni 2023              | 15. Juni 2023                                  | 46 min |
| 25         | 5         | Glaubst du etwa, ich brauche deine Erlaubnis?    | You Think I Need Your Permission?      | 22. Juni 2023              | 22. Juni 2023                                  | 44 min |
| 26         | 6         | Die Spannung steigt                              | The Tension is Brewing                 | 29. Juni 2023              | 29. Juni 2023                                  | 39 min |
| 27         | 7         | Mehr als Dolce                                   | Deeper Than Dolce                      | 6. Juli 2023               | 6. Juli 2023                                   | 56 min |
| 28         | 8         | Ich habe sehr wichtige Neuigkeiten               | I Have Some Very Important News        | 13. Juli 2023              | 13. Juli 2023                                  | 49 min |
| 29         | 9         | Fühlen, handeln, heilen                          | Feel, Deal, Heal                       | 20. Juli 2023              | 20. Juli 2023                                  | 45 min |
| 30         | 10        | Was war das eben?                                | What Just Happened?                    | 27. Juli 2023              | 27. Juli 2023                                  | 49 min |

### Staffel 4 (2023)
| Nr. (ges.) | Nr. (St.) | Deutscher Titel                                                     | Originaltitel                   | Erstveröffentlichung (USA) | Deutschsprachige Erstveröffentlichung (D/A/CH) | Dauer  |
| ---------- | --------- | ------------------------------------------------------------------- | ------------------------------- | -------------------------- | ---------------------------------------------- | ------ |
| 31         | 1         | Du bist eine Hexe und ich hasse dich                                | You’re A Witch And I Hate You   | 28. Sep. 2023              | 28. Sep. 2023                                  | 49 min |
| 32         | 2         | Wann wird es endlich in Ordnung sein, dass ich so bin, wie ich bin? | When Is Being Me Gonna Be Okay? | 5. Okt. 2023               | 5. Okt. 2023                                   | 53 min |
| 33         | 3         | Ein Schritt in die richtige Richtung                                | A Step in the Right Direction   | 12. Okt. 2023              | 12. Okt. 2023                                  | 40 min |
| 34         | 4         | London, wir kommen                                                  | London Here We Come             | 19. Okt. 2023              | 19. Okt. 2023                                  | 43 min |
| 35         | 5         | Man braucht ein (ganzes) Dorf                                       | It Takes A Village              | 26. Okt. 2023              | 26. Okt. 2023                                  | 47 min |
| 36         | 6         | Du steigerst dich rein                                              | You’re Spiraling                | 2. Nov. 2023               | 2. Nov. 2023                                   | 50 min |
| 37         | 7         | Ein kurzfristiger Ausflug                                           | A Short-Term Fight              | 9. Nov. 2023               | 9. Nov. 2023                                   | 48 min |
| 38         | 8         | Nicht vergessen, nicht vergeben                                     | Not Forgotten, Not Forgiven     | 16. Nov. 2023              | 16. Nov. 2023                                  | 48 min |
| 39         | 9         | Du hast unsere Familie zerstört                                     | You Have Ruined Our Family      | 23. Nov. 2023              | 23. Nov. 2023                                  | 47 min |
| 40         | 10        | Anschnallen und los geht’s                                          | Buckle Up and Let’s Go          | 30. Nov. 2023              | 30. Nov. 2023                                  | 49 min |

### Staffel 5 (2024)
| Nr. (ges.) | Nr. (St.) | Deutscher Titel              | Originaltitel                      | Erstveröffentlichung (USA) | Deutschsprachige Erstveröffentlichung (D/A/CH) | Dauer  |
| ---------- | --------- | ---------------------------- | ---------------------------------- | -------------------------- | ---------------------------------------------- | ------ |
| 41         | 1         | Willkommen in meinem Kopf    | Welcome to My Mind                 | 23. Mai 2024               | 23. Mai 2024                                   | 53 min |
| 42         | 2         | Reiß dich zusammen           | Get it Together                    | 30. Mai 2024               | 30. Mai 2024                                   | 46 min |
| 43         | 3         | Ein heißes Gerücht           | This is Going to be Really Hot Tea | 6. Juni 2024               | 6. Juni 2024                                   | 47 min |
| 44         | 4         | Ich bin der Mann des Jahres! | I’m the Man of the Year!           | 13. Juni 2024              | 13. Juni 2024                                  | 48 min |
| 45         | 5         | Baby Rocky                   | Baby Rocky                         | 20. Juni 2024              | 20. Juni 2024                                  | 51 min |
| 46         | 6         | Du hast ’n Stock im Arsch    | Stick Up Your Ass                  | 27. Juni 2024              | 27. Juni 2024                                  | 48 min |
| 47         | 7         | Höhen und Tiefen             | The Peak and The Pit               | 4. Juli 2024               | 4. Juli 2024                                   | 46 min |
| 48         | 8         | Das ist mein wichtigster Job | This Is My Most Important          | 11. Juli 2024              | 11. Juli 2024                                  | 49 min |
| 49         | 9         | Zweite Chancen               | Second Chances                     | 18. Juli 2024              | 18. Juli 2024                                  | 48 min |
| 50         | 10        | Ich kann das nicht machen    | I Can’t Do This                    | 25. Juli 2024              | 25. Juli 2024                                  | 48 min |

### Staffel 6 (2025)
| Nr. (ges.) | Nr. (St.) | Deutscher Titel                        | Originaltitel                | Erstveröffentlichung (USA) | Deutschsprachige Erstveröffentlichung (D/A/CH) | Dauer  |
| ---------- | --------- | -------------------------------------- | ---------------------------- | -------------------------- | ---------------------------------------------- | ------ |
| 51         | 1         | Buchstäblich am Zerbrechen             | Literally Falling Apart      | 6. Feb. 2025               | 22. Mai 2025 1                                 | 57 min |
| 52         | 2         | Ich wische nicht weg, was passiert ist | I Don’t Erase What Happened  | 13. Feb. 2025              | 22. Mai 2025 1                                 | 60 min |
| 53         | 3         | Ich will jetzt gleich König sein       | I Just Can’t Wait to be King | 20. Feb. 2025              | 22. Mai 2025 1                                 | 51 min |
| 54         | 4         | Sie hat Ja gesagt!                     | She Said Yes!                | 27. Feb. 2025              | 22. Mai 2025 1                                 | 50 min |
| 55         | 5         | Khloéwood                              | Khloéwood                    | 6. März 2025               | 22. Mai 2025 1                                 | 48 min |
| 56         | 6         | Kim und Khloé erobern Indien           | Kim and Khloé Take India     | 13. März 2025              | 22. Mai 2025 1                                 | 50 min |
| 57         | 7         | Rache ist süß                          | Payback’s A Bitch            | 20. März 2025              | 22. Mai 2025 1                                 | 54 min |
| 58         | 8         | Sie macht auf Elle Woods               | She is So Elle Woods         | 27. März 2025              | 22. Mai 2025 1                                 | 46 min |
| 59         | 9         | Wir gehen campen!                      | We’re Going Camping!         | 3. Apr. 2025               | 22. Mai 2025 1                                 | 51 min |
| 60         | 10        | Bloß raus aus dieser Stadt             | Get the Hell Out of Dodge    | 10. Apr. 2025              | 22. Mai 2025 1                                 | 50 min |

## Auszeichnungen
| Auszeichnung                   | Jahr | Kategorie                   | Nominiert        | Ergebnis  |
| ------------------------------ | ---- | --------------------------- | ---------------- | --------- |
| People’s Choice Awards         | 2022 | The Reality Show of 2022    | The Kardashians  | gewonnen  |
| People’s Choice Awards         | 2022 | The Reality TV Star of 2022 | Kim Kardashian   | nominiert |
| People’s Choice Awards         | 2022 | The Reality TV Star of 2022 | Khloé Kardashian | gewonnen  |
| MTV Movie & TV Awards          | 2023 | Best Docu-Reality Show      | The Kardashians  | gewonnen  |
| Critics’ Choice Real TV Awards | 2023 | Best Unstructured Series    | The Kardashians  | nominiert |